# 1993-as Fiatal Táncosok Eurovíziója
Az 1993-as Fiatal Táncosok Eurovíziója volt az ötödik Fiatal Táncosok Eurovíziója, melyet Svédország fővárosában, Stockholmban rendeztek meg. A pontos helyszín a Dansens Hus volt. Az elődöntőre 1993. június 13-án, a döntőre 1993. június 15-én került sor. Az Eurovíziós Dalfesztivállal ellenben itt nem az előző évi győztes rendez, hanem pályázni kell a rendezés jogára. Az 1991-es verseny a spanyol Amaya Iglesias és a francia Emmanuel Thibault győzelmével zárult, akik a „La Grisi” illetve „La Sylphide” című táncukat adták elő Finnország fővárosában, Helsinkiben.

## A helyszín és a verseny
A verseny pontos helyszíne a Svédország fővárosában, Stockholmban található Dansens Hus volt.
| Svédország Stockholm |

## A résztvevők
Jugoszlávia felbomlása után először vett részt független államként Szlovénia. Rajtuk kívül még hárman döntöttek úgy, hogy debütálnak: Észtország, Görögország és Lengyelország.
Ausztria egy kihagyott év után visszatért, Bulgária, Hollandia, Olaszország és Portugália pedig visszaléptek a versenytől.
Így összesen 15 ország indult a megmérettetésen, amely megegyezett az előző verseny létszámával.
Az elődöntőből a szakmai zsűri nyolc országot juttatott a döntőbe, így heten estek ki az első fordulóban.

## Zsűri
- Nils-Åke Häggbom (Zsűrielnök)
- Birgit Cullberg
- Frank Andersen
- Gigi Caciuleanu
- Paolo Bortoluzzi
- Peter Van Dyk
- María de Ávila
- Heinz Spoerli
- Micha van Hoecke
- Pierre Lacotte
- Elsa-Marianne von Rosen
- Elisabetta Terabust
- Jorma Uotinen

## Elődöntő
Az elődöntőt 1993. június 13-án rendezték meg tizenöt ország részvételével. A továbbjutók sorsáról a tizenhárom-tagú szakmai zsűri döntött. Nyolc ország jutott tovább a döntőbe.
| #  | Ország        | Táncos                               | Tánc                                         | Koreográfus     | Eredmény     |
| -- | ------------- | ------------------------------------ | -------------------------------------------- | --------------- | ------------ |
| 01 | Belgium       | Rafaella Raschella                   | „The Sleeping Beauty”                        | M. Petipa       | Kiesett      |
| 02 | Ciprus        | Lía Haráki                           | „Sunrise – Sunset” from „Out of Silence”     | N. Loizídu      | Kiesett      |
| 03 | Dánia         | Julie Strandberg és Mads Blangstrup  | „The Flower Festival in Genzano”             | A. Bournonville | Kiesett      |
| 04 | Észtország    | Sztanyiszlav Jermakov és Luana Georg | „The Flower Festival in Genzano”             | A. Bournonville | Kiesett      |
| 05 | Finnország    | Riina Laurila                        | „Vague Woman” from „Symphony no. 1”          | H. Heikkinen    | Továbbjutott |
| 06 | Franciaország | Raphaëlle Delaunay-Belleville        | „Paquita, 2nd variation” from „Pas de trois” | M. Petipa       | Továbbjutott |
| 07 | Görögország   | Theodóra Búrbu                       | „Esmeralda”                                  | M. Petipa       | Kiesett      |
| 08 | Norvégia      | Kristine Øren                        | „The Snark”                                  | S. Edvardsen    | Kiesett      |
| 09 | Lengyelország | Anna Sąsiadek-Chuchra és Jacek Bres  | „Esmeralda”                                  | A. Vaganova     | Továbbjutott |
| 10 | Svájc         | Kusha Angst                          | „The Corsair”                                | M. Petipa       | Továbbjutott |
| 11 | Szlovénia     | Urša Vidmar                          | „Don Quixote”                                | M. Fokin        | Kiesett      |
| 12 | Spanyolország | Zenaida Janovszki                    | „Esmeralda”                                  | M. Petipa       | Továbbjutott |
| 13 | Svédország    | Ludde Hagberg                        | „Coppelia”                                   | A. Saint-Léon   | Továbbjutott |
| 14 | Németország   | Jens Weber és Franziska Koch         | „Csajkovszkij: Pas de deux”                  | G. Balanchine   | Továbbjutott |
| 15 | Ausztria      | Gregor Hatala                        | „Vayamos al diablo, 5 Tangos”                | H. van Manen    | Továbbjutott |

## Döntő
A döntőt 1993. június 15-én rendezték meg nyolc ország részvételével. A végső döntést a tizenhárom-tagú szakmai zsűri hozta meg.
| # | Ország        | Táncos                              | Tánc                                         | Koreográfus   | Eredmény |
| - | ------------- | ----------------------------------- | -------------------------------------------- | ------------- | -------- |
|   | Ausztria      | Gregor Hatala                       | „Vayamos al diablo, 5 Tangos”                | H. van Manen  | 3.       |
|   | Finnország    | Riina Laurila                       | „Vague Woman” from „Symphony no. 1”          | H. Heikkinen  | —        |
|   | Franciaország | Raphaëlle Delaunay-Belleville       | „Paquita, 2nd variation” from „Pas de trois” | M. Petipa     | 3.       |
|   | Lengyelország | Anna Sąsiadek-Chuchra és Jacek Bres | „Esmeralda”                                  | A. Vaganova   | —        |
|   | Németország   | Jens Weber és Franziska Koch        | „Csajkovszkij: Pas de deux”                  | G. Balanchine | —        |
|   | Spanyolország | Zenaida Janovszki                   | „Esmeralda”                                  | M. Petipa     | 1.       |
|   | Svájc         | Kusha Angst                         | „The Corsair”                                | M. Petipa     | 2.       |
|   | Svédország    | Ludde Hagberg                       | „Coppelia”                                   | A. Saint-Léon | —        |

## Térkép

A döntő résztvevői
Az elődöntőben kiesett országok
Országok, melyek korábban részt vettek, de ebben az évben nem